# John B. Emerson

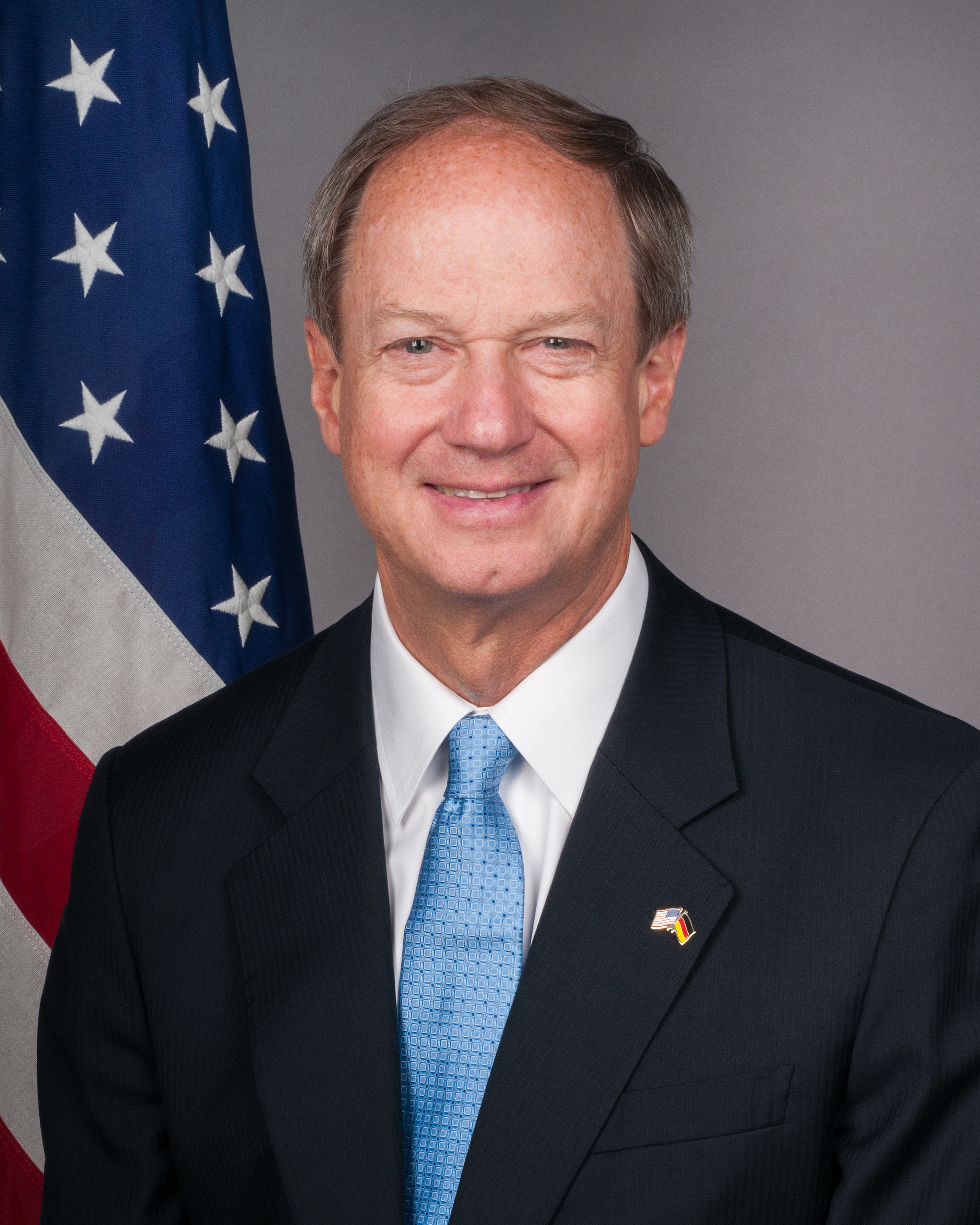
John B. Emerson (2013)

John Bonnell Emerson (* 11. Januar 1954 in Chicago, Illinois) ist ein US-amerikanischer Wirtschaftsanwalt und war von August 2013 bis zum 20. Januar 2017 der Botschafter der Vereinigten Staaten in Deutschland.

## Leben

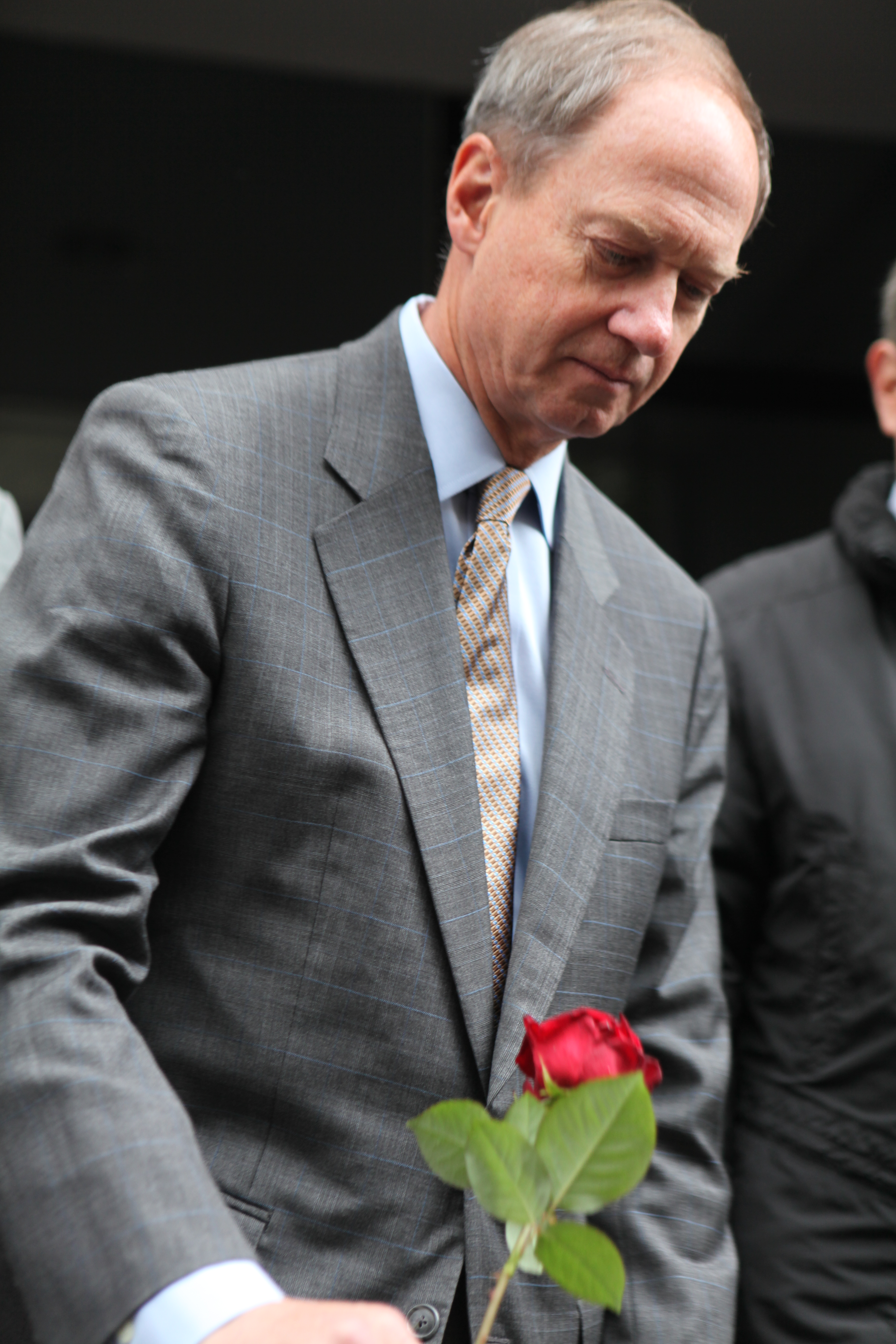
John B. Emerson 2013 in Berlin, bei der Verlegung eines Stolpersteins

Beide Eltern von John B. Emerson haben deutsche Wurzeln. Im Alter von zwölf Jahren begann Emerson, Deutsch zu lernen (auch um auf Deutsch geführte Gespräche zwischen seinem Vater und dessen deutschstämmiger Mutter verstehen zu können).
Am Hamilton College erhielt Emerson den Bachelor of Arts in Philosophie und an der University of Chicago erwarb er 1978 den Juris Doctor.
Anschließend trat er in die Kanzlei Manatt, Phelps, Rothenberg, and Phillips ein, wo er 1983 Partner wurde.
Emerson war stellvertretender Leiter der gescheiterten Kampagne von Gary Hart im Präsidentschafts-Wahlkampf 1987; in der Verfilmung wurde Emerson von Tommy Dewey dargestellt.
Anschließend arbeitete er in der Rechtsabteilung der Stadt Los Angeles und leitete den Kalifornien-Wahlkampf von Bill Clinton. 1993 wurde er von Präsident Clinton ins Executive Office berufen und diente ihm bis 1997 als Deputy Assistant. In dieser Funktion koordinierte er unter anderem Wirtschaftskonferenzen und organisierte die Zustimmung des Kongresses zum Allgemeinen Zoll- und Handelsabkommen-Übereinkunft der Uruguay-Runde sowie die Verlängerung des Status der Volksrepublik China nach dem Meistbegünstigungsprinzip. Während seiner Zeit als Berater von Bill Clinton verbrachte er auf Einladung der Friedrich-Ebert-Stiftung einige Monate in Deutschland.
Emerson war Vorsitzender des Los Angeles Music Center und Aufsichtsratsmitglied für die YMCAs im Großraum Los Angeles. Als President war er für das Privatkundengeschäft der Capital Group Companies verantwortlich und leitete die Capital Guardian Trust Company. Er beriet unter anderem den Bürgermeister von Los Angeles in Handelsfragen und ist Mitglied im Council on Foreign Relations.
Im Jahr 2010 wurde er von Präsident Barack Obama zum Mitglied seines Beratergremiums für Handelspolitik ernannt. Er war vor Obamas Wiederwahl zum Präsidenten Finanzchef der US-Demokraten.
Seit August 2013 lebte Emerson mit seiner Familie in Berlin. Am 26. August 2013 wurde er als Botschafter der Vereinigten Staaten in Deutschland und Nachfolger von Philip D. Murphy akkreditiert. Emersons Amtsantritt als Botschafter fiel in die Zeit, als die Beziehungen zwischen Deutschland und den Vereinigten Staaten aufgrund der Überwachungs- und Spionageaffäre angespannt waren. Beispielsweise ließen das Bundeskanzleramt und das Bundesinnenministerium am 28. August 2013 einen Hubschrauber der Bundespolizei in geringer Höhe über das Gelände des Frankfurter US-Generalkonsulats fliegen, um fotografische Beweise für die Vermutung zu sammeln, dass sich dort eine Abhörstation der Amerikaner befinde. Emerson reichte daraufhin beim Auswärtigen Amt eine Protestnote ein.
Emerson mahnte an den Beschluss aller NATO-Mitglieder, ihre Verteidigungsausgaben zu erhöhen.
Am 20. Januar 2017 entließ der neue US-Präsident Donald Trump ihn und alle anderen von Amtsvorgänger Barack Obama berufenen Botschafter der USA.
Seit Januar 2018 ist Emerson Vorsitzender des American Council on Germany.

## Privatleben
Emerson ist verheiratet mit Kimberly Marteau Emerson und hat drei Töchter. Seine älteste Tochter Jacqueline Emerson ist Schauspielerin.